# Avro 696 Shackleton
El Avro 696 Shackleton era un avión de patrulla marítima de la Royal Air Force (RAF) desarrollado a partir del Avro Lincoln, aunque tenía un nuevo fuselaje. Al principio se lo utilizó para misiones de guerra antisubmarina (ASW) y de patrulla marítima (MPA), luego se lo adaptó para realizar misiones de alerta temprana aerotransportada (AEW) y de búsqueda y rescate (SAR) desde 1951 hasta 1990. El Shackelton también prestó servicio en la Fuerza Aérea de Sudáfrica desde 1957 a 1984. El avión lleva la denominación de Shackelton en honor al explorador polar Ernest Shackleton. 

## Desarrollo
El avión fue diseñado por Roy Chadwick como el Avro Tipo 696. Estaba basado en el exitoso bombardero de la Segunda Guerra Mundial Avro Lancaster (también diseñado por Chadwick) y de su derivado el Avro Lincoln, que en ese entonces era el avión ASW de la RAF. El nuevo diseño tomó las alas y el tren de aterrizaje del Lincoln y las unió a un nuevo fuselaje, que inicialmente fue denominado Lincoln ASR. Los motores eran cuatro Rolls-Royce Griffon, que impulsaban hélices contrarrotativas de 4 metros de diámetro, creando un distintivo sonido del motor y añadiendo la sordera a los peligros que debían enfrentar los tripulantes del avión. El primer vuelo de pruebas tuvo lugar en marzo de 1949, el primer avión de serie fue entregado al Mando Costero en abril de 1951 y tuvo su bautismo de fuego durante la Crisis de Suez. En misiones ASW, el Shackelton cargaba dos tipos de sonoboyas, ESM, un detector de diesel Autolycus y por un corto periodo de tiempo un MAD (detector de anomalías magnéticas). Además podía llevar hasta nueve bombas de caída libre, o tres torpedos, o bombas de profundidad y estaba armada con un cañón Hispano de 20 mm. 
El MR.2 fue una variante mejorada que intentó aplicar todos los conocimientos aprendidos durante las operaciones. El radomo fue cambiado de lugar, desde la trompa a una posición ventral, con el objetivo de minimizar el riesgo de impacto de aves. Tanto la sección delantera del fuselaje como la trasera fueron alargadas, los estabilizadores fueron rediseñados y el débil tren de aterrizaje fue reforzado. 
La MR.3 fue otra versión mejorada en respuesta a las quejas de las tripulaciones. Fue introducido un tren de aterrizaje triciclo, se agrandó el fuselaje y se rediseñaron los alerones y los tanques de combustible en las puntas de las alas. Debido a que las tripulaciones debían soportar misiones de 15 horas, se mejoró el aislante acústico y se agregó una pequeña cocina y un espacio para dormir. El peso máximo de despegue subió hasta los 13.600 kg (Ph. III) y en despegues JATO se utilizaba la asistencia de un turbojet Armstrong Siddeley Viper Mk.203. Esta presión adicional afectó negativamente a la estructura del avión, lo que redujo tanto la vida de vuelo de los Mk. III que fueron retirados mucho antes que los Mk. II. 
Todas las variantes sufrieron la utilización del motor Griffon —sediento de aceite y combustible, ruidoso y temperamental y con una necesidad de mantenimiento muy elevada. Era usual ver un motor siendo cambiado cada día en una unidad de 6 aviones. Siempre existieron planes para cambiarlos, pero incluso la prometedora remotorización con motores Napier Nomad nunca sucedió. 
La necesidad de reemplazar el Shackelton apareció a principios de la década de 1960 y comenzó a ser una realidad con el arribo de los Hawker-Siddeley Nimrod en 1969. Esto fue el fin del Shackelton, aunque se lo siguió utilizando como avión SAR hasta 172. La intención de retirar a los Shackelton fue paralizada por la necesidad de cobertura AEW en el Mar del Norte y en el  Atlántico Norte debido a la puesta fuera de servicio de los Fairey Gannet. Como el reemplazo del Gannet recién iba a estar disponible a fines de la década de 1970, se instaló de manera provisoria un radar AN/APS-20 en varios MR.2 en 1972, denominándolos AEW.2. El desarrollo del desastroso Nimrod AEW, que debía reemplazar a los AEW.2, se fue retrasando cada vez más y el eventual sucesor del Shackelton no arribó hasta que la RAF se decidió, en 1991, por comprar el E-3 Sentry y abandonar el Nimrod AEW. 
Un total de 185 Shackelton fueron construidos desde 1951 hasta 1958. Se cree que 12 están intactos y uno está volando hoy en día.

## Variantes

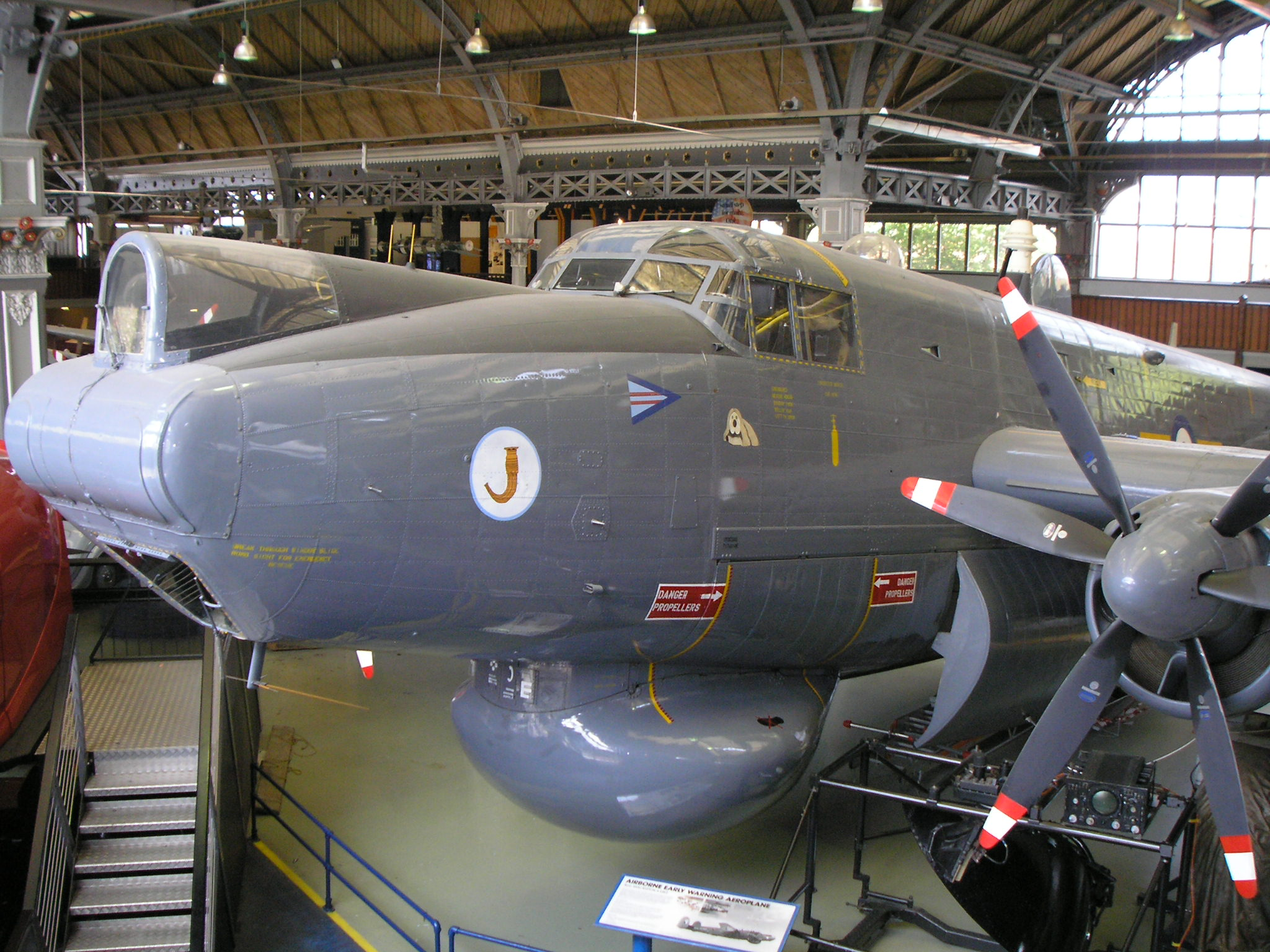
Un Shackleton AEW.2 en el Museo de Ciencia e Industria de Mánchester.

- Shackleton GR.1:  fue la primera versión de producción para la RAF. Luego fue denominado Shackleton MR.1.
- Shackleton MR.1A: versión equipada con motores Griffon 57.ª, junto con un radomo montado en la trompa. En servicio desde abril de 1951.
- Shackleton MR.2:  versión con la nariz alargada. El radomo del MR.1A fue trasladado a una posición ventral.
- Shackleton MR.2C: denominación otorgada a algunos Shackleton MR.2 que estaban equipados con equipos de navegación y de armas del Shackleton MR.3.
- Shackleton MR.3:  versión de reconocimiento marítimo y antibuque. El tren de cola fue reemplazado por uno triciclo. Fue equipada con tanques auxiliares en las puntas de las alas. Ocho ejemplares fueron exportados a Sudáfrica.
- Shackleton MR.3 Phase 2: similar al Shackleton MR.3, pero equipado con dos turborreactores Armstrong Siddeley Viper para los despegues asistidos.
- Shackleton MR.4:  proyecto jamás construido
- Shackleton AEW.2: avión de alerta temprana. Eran MR.2 modificados para poder cargar el radar de los Fairey Gannet.
- Shackleton T.4:  versión de entrenamiento. Varios ejemplares convertidos

## Galería de fotos

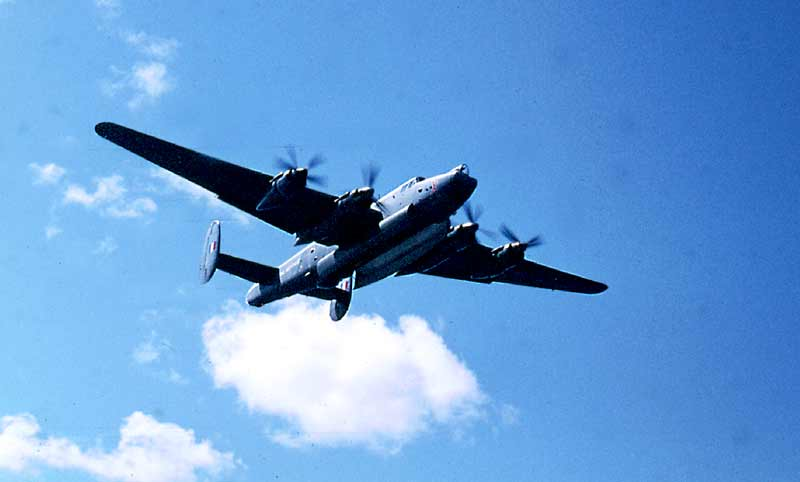
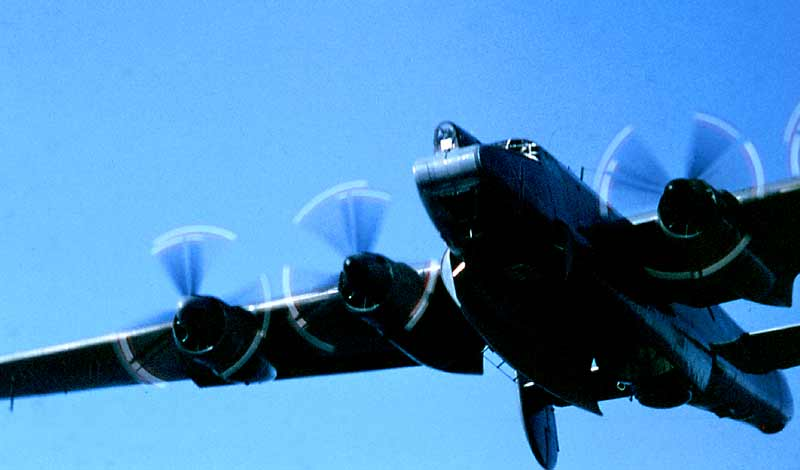
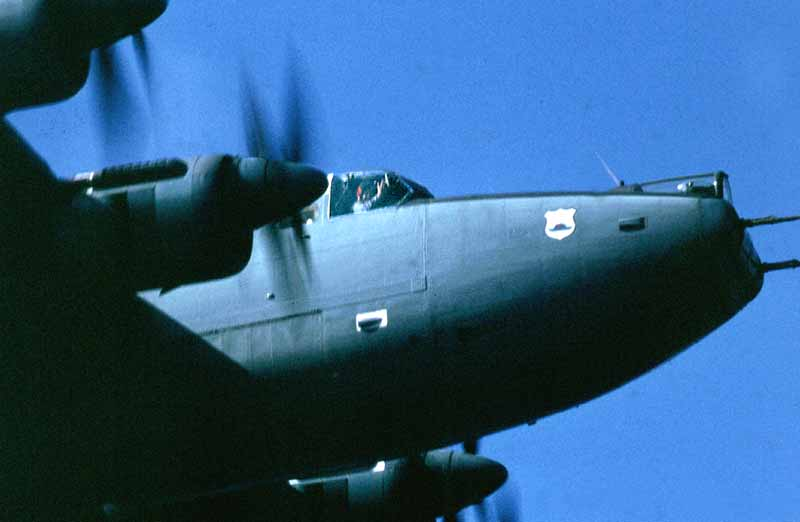
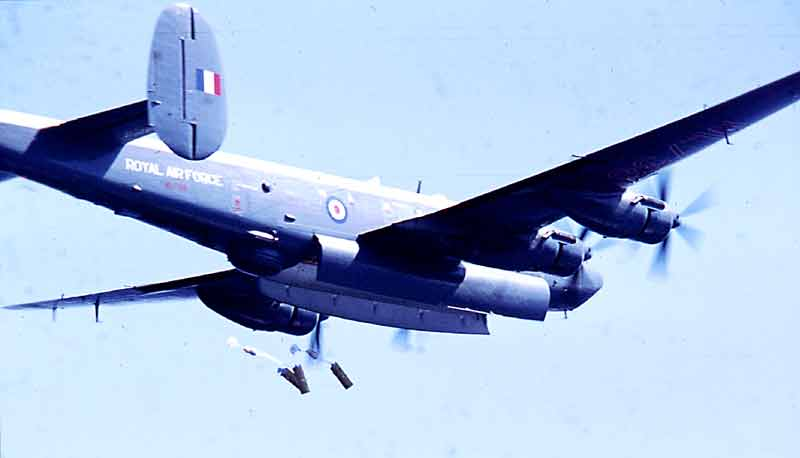

## Operadores
- Reino Unido
- Sudáfrica

## Especificaciones

### Características generales
- Tripulación: 10
- Longitud: 26,6 m (87,3 ft)
- Envergadura: 36,6 m (120 ft)
- Altura: 5,3 m (17,5 ft)
- Superficie alar: 132 m² (1420,9 ft²)
- Peso vacío: 23 300 kg (51 353,2 lb)
- Peso cargado: 39 000 kg (85 956 lb)
- Planta motriz: 4× 12 cilindros en "V" Rolls-Royce Griffon.
  - Potencia: 1442 kW (1933 HP; 1960 CV) cada uno.
- Hélices: 2× tripala contrarrotatoria por motor.
- Diámetro de la hélice: 4 000 mm

### Rendimiento
- Velocidad máxima operativa (Vno): 480 km/h (298 MPH; 259 kt)
- Alcance: 3620 km (1955 nmi; 2249 mi)
- Techo de vuelo: 6200 m (20 341 ft)
- Carga alar: 295 kg/m² (60,4 lb/ft²)

### Armamento
- Puntos de anclaje: 1 bahía interna con una capacidad de 4500 kg, para cargar una combinación de:     
  - Otros: bombas, torpedos y cargas de profundidad

### Desarrollos relacionados
- Avro Lancaster
- Avro Lincoln

### Aeronaves similares
- Breguet Atlantic
- Canadair CL-28
- Consolidated B-32 Dominator
- Lockheed P-2 Neptune
- Lockheed P-3 Orion

- Tupolev Tu-95